# Katharina Reikersdorfer
Katharina Reikersdorfer (* 30. Juni 2004 in Amstetten) ist eine österreichische Fußballspielerin.

## Karriere

### Vereine
Reikersdorfer begann im Alter von sechs Jahren für den in ihrem Geburtsort ansässigen SKU Ertl Glas Amstetten mit dem Fußballspielen. Nach drei Jahren war sie in Neuhofen an der Ybbs im Bezirk Amstetten (Bundesland Niederösterreich) für Union Neuhofen fünf Jahre lang aktiv. Im Alter von 14 Jahren nach Linz gelangt, gehörte sie dem Stadtteilverein – und der Zweitvertretung von – Union Kleinmünchen an. Zur Saison 2020/21 rückte sie in die erste Mannschaft auf, für die sie in allen 18 Saisonspielen in der 2. Liga zum Einsatz kam und zwei Tore erzielte. Ihr Debüt im Seniorinnenbereich gab sie zum Saisonstart am 5. September beim 8:1-Sieg im Heimspiel gegen den SC Neusiedl am See über 90 Minuten. Ihr erstes Tor erzielte sie am 4. Oktober (4. Spieltag) beim 5:1-Sieg im Auswärtsspiel gegen den späteren Absteiger FC Altera Porta mit dem Treffer zum 4:1 in der 89. Minute. In der Folgesaison gewann sie mit der SPG Union Kleinmünchen/FC Blau-Weiss Linz die Zweitligameisterschaft, zu der sie in zwölf  Punktspielen beigetragen hatte. In der Bundesliga bestritt sie 17 Punktspiele, beginnend am 10. September 2022 (2. Spieltag), beim 2:0-Sieg im Auswärtsspiel gegen den FC Wacker Innsbruck, bis zum 3. Juni 2023 (18. Spieltag), beim 4:3-Sieg im Heimspiel gegen den FC Bergheim.
Zur Saison 2023/24 wurde sie vom FC Ingolstadt 04 verpflichtet, für den sie 19 Punktspiele in der 2. Bundesliga bestritt. Ein im Training, ein Tag vor Beginn des 20. Spieltages, erlittener Kreuzbandriss zwang sie für den Rest der Saison zu pausieren; ihre vollständige Genesung dauert seitdem an.

### Nationalmannschaft
Ihr Debüt als Nationalspielerin für den ÖFB gab sie in der U17-Nationalmannschaft am 8. Oktober 2020 in Tägerig bei der 1:2-Niederlage im Freundschaftsspiel gegen die Schweizer U17-Nationalmannschaft mit Einwechslung für Tatjana Weiss in der 69. Minute.

## Erfolge
- Meister 2. Liga 2022 und Aufstieg in die ÖFB-Bundesliga